# Château de Wilhelmsthal

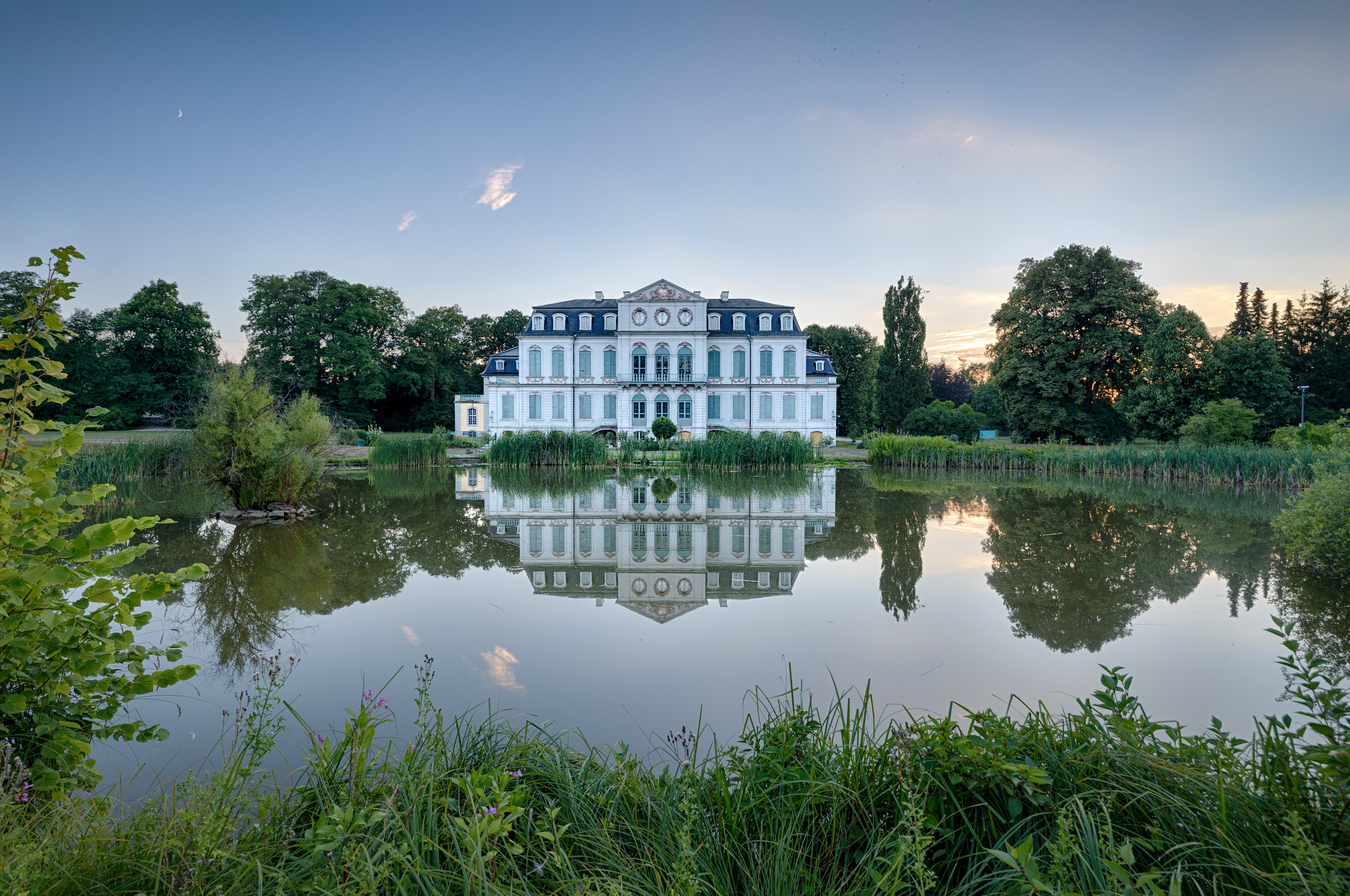
Le château de Wilhelmsthal au coucher du Soleil depuis son étang. Aout 2022.

Le château de Wilhelmsthal (Schloß Wilhelmsthal, littéralement: Vallée de Guillaume) est un château situé à Eckardthausen, village faisant partie de la municipalité de Gerstungen, à 7 km au sud d'Eisenach en Thuringe (Allemagne).

## Historique

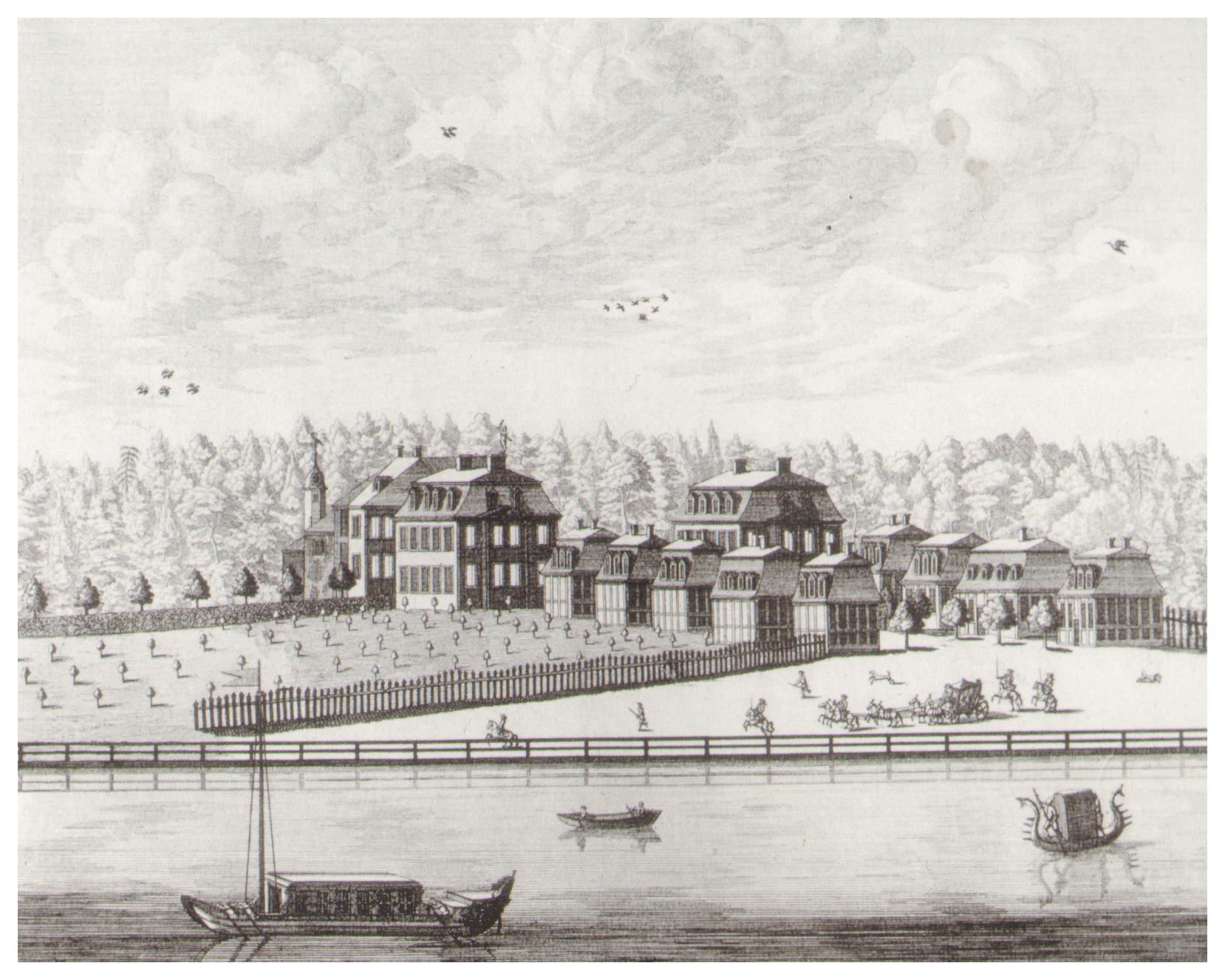
Premier château de Wilhelmsthal, vers 1710.

L'endroit a été mentionné par écrit pour la première fois en 1349, les forêts sauvages environnantes étant à l'époque les lieux préférés de chasse pour la haute noblesse locale. Plusieurs pavillons de chasse ont été construits au fil des siècles, dont celui de Prunftau où le duc Jean-Georges Ier de Saxe-Eisenach rendit l'âme le 19 septembre 1686 au cours d'une chasse. Le nom de Wilhelmsthal lui est donné en 1699 en l'honneur du duc Jean-Guillaume de Saxe-Eisenach.
Un premier château est construit entre 1709 et 1715 comme résidence d'été du duc par Johann Mützel. Le parc baroque est composé de jardins en terrasse et la grande allée menant au château est bordée de petits pavillons identiques. Plus tard en 1720 on construit une grande salle d'apparat. L'eau de l'Elte est détournée pour former un lac artificiel, et une route tracée directement vers Eisenach en passant par le pavillon de chasse de Hohe Sonne à quelques kilomètres.
Le duc Ernest-Auguste Ier de Saxe-Weimar-Eisenach décide de faire reconstruire le château dans les années 1740. Il confie les travaux à Gottfried Heinrich Krohne, architecte de la cour, et la plupart des pavillons sont transformés en style rococo et au bout de la grande allée on construit des écuries et de l'autre côté une orangerie.
Le parc est transformé en parc romantique paysager autour de 1800. Le duc Charles-Alexandre de Saxe-Weimar-Eisenach confie au prince von Pückler-Muskau son aménagement entre 1852 et 1855. Aidé des paysagistes Eduard Petzold et Hermann Jäger, le prince en fait un grand parc naturel, mais le projet d'aménager la forêt de Thuringe jusqu'à Eisenach n'est pas mis en œuvre. Les écuries sont agrandies aussi à cette époque.
Le château reste propriété de la famille grand-ducale jusqu'en 1941, puis il est vendu au ministère des finances de l'État de Thuringe. La Wehrmacht le réquisitionne entre 1942 et 1945 pour en faire un hôpital militaire. Il sert ensuite de foyer pour l'enfance et d'orphelinat jusqu'en 1990 et de nouveaux bâtiments sont construits dans le parc. Il y avait par exemple un village de bungalows pour les jeunes pionniers à l'époque de la république démocratique allemande. Une fondation en prend la charge après la réunification, mais il est impossible de trouver un acheteur, tant les travaux de restauration sont importants. La fondation des châteaux et jardins de Thuringe l'acquiert en juin 2009, les travaux étant estimés à 35 millions d'euros.

## Hôtes célèbres
Georg Philipp Telemann y donna des concerts entre 1716 et 1726. Goethe y fut invité à plusieurs reprises.
Les ducs, puis grands-ducs de Saxe-Weimar-Eisenach y invitaient régulièrement des hôtes de renom, parmi lesquels on peut citer Franz Liszt et l'empereur Alexandre de Russie. La grande-duchesse Marie de Saxe-Weimar-Eisenach, sœur de l'empereur Alexandre, y passait les mois d'été et tenait un salon littéraire le soir.